# Kramfors (commune)
Pour la ville, voir Kramfors.
La commune de Kramfors est une commune suédoise du comté de Västernorrland. 20 383 personnes y vivent. Son chef-lieu se situe à Kramfors.

## Géographie

### Localités
La commune se compose des localités suivantes :
- Bollstabruk
- Docksta
- Frånö
- Herrskog
- Klockestrand
- Kramfors
- Lunde
- Lungvik
- Mjällom
- Nordingrå
- Nyland
- Ramvik
- Sandslån
- Ullånger

### Îles
Les îles de Högbonden, Höglosmen et Furan se trouvent dans la commune.

## Environnement
La réserve naturelle de Högbonden est une aire protégée inscrite au patrimoine mondial.
Le pont de Höga Kusten, plus long pont suspendu de Suède, relie les communes de Härnösand et de Kramfors.

## Histoire
En mai 1931, les évènements d'Ådalen survinrent à la suite d'une grève à Kramfors ; cinq personnes furent tuées par balles, par des militaires appelés en renfort par la police.